# Tombeau du roi Tongmyong
Le tombeau du roi Tongmyŏng, en hangul 동명왕릉, en hanja 東明王陵 est un mausolée situé dans l'arrondissement de Ryokpho de la ville de Pyongyang, capitale de la Corée du Nord. D'après la tradition, y repose depuis l'an 427 le roi Jumong, aussi appelé Tongmyong, fondateur du royaume de Koguryo, le plus septentrional des Trois Royaumes de Corée. Il consiste en un tumulus de pierre, à l'intérieur duquel il est possible de voir 104 fresques lotiformes. Aux alentours du tombeau se trouvent dix-neuf tombeaux de seigneurs vassaux.
L'édifice qu'on peut voir aujourd'hui date lui de 1993, année de sa restauration. Ces structures sont listées parmi les trésors nationaux de Corée du Nord (no 36), et ont été classées en 2004 au patrimoine mondial de l'humanité par l'UNESCO en tant que partie constituante de l'ensemble des tombes de Koguryo.

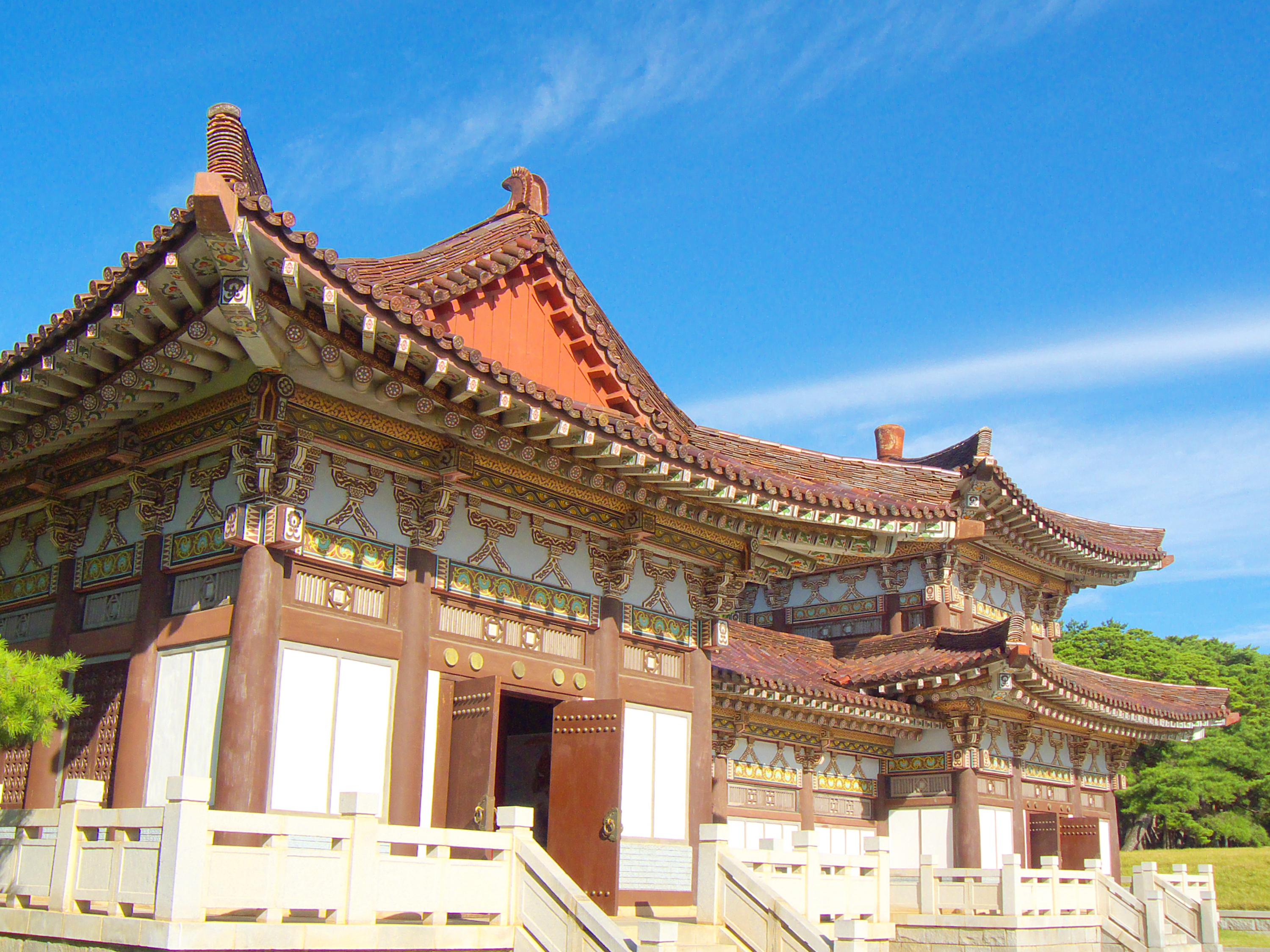
Temple de Jongrun devant le tombeau de Jumong

Sur le site se trouve aussi le temple bouddhique Jongrun, lieu des funérailles du roi Jumong.